# Apomyrma stygia
Apomyrma stygia là một loài kiến được tìm thấy ở Tây châu Phi, được mô tả lần đầu vào năm 1970 (1971). Nó là loài duy nhất trong chi Apomyrma. Một loài mới được mô tả, Opamyrma hungvuong, rõ ràng có mối liên hệ với Apomyrma .